# Plná peněženka
Plná peněženka je český cashback portál.

## Vývoj projektu
Plná peněženka začala svou činnost v roce 2012 jako projekt společnosti OEMSI. V srpnu roku 2014 projekt od původního majitele OEMSI koupila společnost 5DM.cz.  Na konci roku 2018 byl projekt odštěpen a nově působí ve společnosti Prima Digital s.r.o.

## Služby
Portál funguje na základě spolupráce s eshopy, od kterých získává provizi za zrealizovaný obchod. Větší část provize firma vrací zpět svým uživatelům ve formě cashbacku, část si ponechává k zajištění svého chodu. Ušetřené peníze si může uživatel nechat vyplatit na bankovní účet a dále použít dle vlastní potřeby. Tím se koncept liší od běžných slevových akcí a slevových kuponů, které většinou podmiňují utracení peněz zpět v daném obchodě. Podle dostupných údajů využívají službu více ženy.
V roce 2016 se portál dostal do finále hlasování v anketě Křišťálová Lupa v kategorii Cena popularity, kde se umístil na 7. místě.
Do desítky se dostal i o rok později, a to opět v kategorii Cena popularity a nově i v kategorii Internetové obchodování. V roce 2017 portál rozšířil působení i na Slovensko, kde působí pod jménem PlnáPeňaženka.sk.
Během koronavirové pandemie se Plná Peněženka stala jedním z dodavatelů věrnostních programů v ČR. Ten formou cashbacku zajišťuje například společnost UP.